# Zbiornik wodny Římov
Zbiornik wodny Římov – sztuczny zbiornik wodny na rzece Malše w Czechach. Powstał poprzez zatamowanie rzeki na 21,85 km biegu poprzez budowę zapory o długości 290 m i wysokości 47 m. Budowa miała miejsce w latach 1971-78, zbiornik powstał w roku 1979.
Zbiornik stanowi źródło wody pitnej dla Czeskich Budziejowic i okolic. Zapora znajduje się w pobliżu miejscowości Římov w powiecie Czeskie Budziejowice w kraju południowoczeskim.
Przy zaporze znajduje się niewielka elektrownia wodna o całkowitej zainstalowanej mocy 1140 kW.